# ورخنیه اینخلو
ورخنیه اینخلو (به لاتین: Verkhneye Inkhelo) یک منطقهٔ مسکونی در روسیه است که در داغستان واقع شده‌است.